# -에이스
-에이스(영어: -ase)는 생화학에서 효소의 이름을 지을 때 사용되는 접미사이다. 효소의 이름을 지을 때 사용하는 가장 일반적인 방법은 기질의 끝부분에 이 접미사를 붙이는 것이다. 예를 들어 과산화물(peroxide)을 분해하는 효소는 과산화효소(peroxidase)라고 하며, 텔로미어(telomere)를 생성하는 효소는 텔로머레이스(telomerase)라고 한다. 때때로 효소의 이름은 기질이 아니라 수행하는 기능에 따라 그 이름이 지어지기도 한다. 예를 들어 DNA를 중합하는 효소를 DNA 중합효소라고 한다.

## 어원
"-에이스(-ase)"라는 접미사는 최초로 인식된 효소인 "다이아스테이스(diastase)"로부터 파생된 libfix이다. 에밀 뒤클로는 다이아스테이스를 분리한 최초의 과학자들을 기리기 위해 이후에 발견되는 효소의 이름에 "-에이스"를 붙여 명명하는 것을 제안했다.

## 같이 보기
- 효소
- 아밀레이스
- DNA 중합효소
- -오스